# Rejonizacja nasienna
Rejonizacja nasienna – reguła zbioru nasion zebranych w danej krainie przyrodniczo-leśnej wyłącznie z wyselekcjonowanych drzew i drzewostanów nasiennych i możliwość ich przenoszenia z krainy, gdzie zostały zebrane do innych krain z zachowaniem niżej wymienionych zasad dotyczących poszczególnych gatunków:
- nasiona sosny można przesyłać z północy na południe i ze wschodu na zachód kraju, a nasiona zebrane w krainie II mogą być wysiewane we wszystkich krainach niżowych (I-VI). Na terenach podgórskich i górskich mogą być wysiewane tylko nasiona miejscowego pochodzenia z tzw. sosny wdziarowej.

- nasiona świerka można przesyłać w granicach obszarów gromadnego występowania tego gatunku. Nasiona zebrane w krainie II mogą być wysiewane w krainach I, III i IV. Natomiast w krainach V, VI, VII i VIII, które należy traktować jako oddzielny, południowy okręg nasienny, obowiązuje zasada używania do wysiewu wyłącznie nasion z miejscowych drzewostanów nasiennych, gdyż charakteryzują się one większą odpornością na niekorzystne czynniki atmosferyczne i odpornością na opieńkę miodową.

- nasiona buka wysiewać można z nasion pozyskanych tylko w jednym z dwóch okręgów nasiennych z czego pierwszy stanowią krainy: I, II, III i IV, a drugi stanowią krainy: V, VI, VII i VIII. Nasion pozyskanych w okręgu nasiennego północnym nie należy wysiewać na terenie okręgu nasiennego południowego i na odwrót.

- nasiona jodły można wysiewać praktycznie dowolnie w obszarze dwóch okręgów nasiennych z czego pierwszy obejmuje krainy: V, VI, VII i VIII, a drugi krainę VI, z której nasiona można wysiewać w krainach położonych na północ od niej.

- nasiona modrzewia polskiego pozyskuje się przede wszystkim z drzew nasiennych wyselekcjonowanych w krainie VI, z której można przenosić nasiona do wszystkich krain niżowych (I, II, III, IV i V). Nasiona pozyskane w krainie IV zaleca się wysiewać szczególnie w krainach II i III. Dla nasion modrzewia europejskiego nie stosuje się takich ograniczeń z wyjątkiem Gór Świętokrzyskich, gdzie wysiewa się tylko nasiona modrzewia polskiego.